# الشيوخة (الفقراء الشرقيين)
الشيوخة هو دُوَّار يقع بجماعة الفقراء، إقليم خريبكة، جهة بني ملال خنيفرة في المملكة المغربية. ينتمي الدوّار لمشيخة الفقراء الشرقيين التي تضم 6 دواوير. يقدر عدد سكانه بـ 243 نسمة حسب الإحصاء الرسمي للسكان والسكنى لسنة 2004.

## روابط خارجية
- البوابة الوطنية للجماعات الترابية
- المندوبية السامية للتخطيط